# Радијум
Радијум (Ra, лат. radium), земноалкални је метал из IIA групе са атомским бројем 88. Име потиче од латинске речи radius која означава пречник. Радијум има 25 изотопа чије се атомске масе налазе између 213-230. Сви његови изотопи су нестабилни. Најстабилнији изотоп је 226, који има време полу распада 1600 година. При распадању радијума, јавља се снажна јонизирајућа радијумација која може побудити флуоресцентне хемикалије и узроковати радиолуминисценцију. Радијум су открили Пјер Кири у Марија Кири у Паризу 1898. године. Заступљен је у земљиној кори у количини од 6x10−7  (енгл. parts per million).
Најважнија једињења радијума су соли Ra2+ које су се користиле за производњу неких врста фарби. Радијум се више не користи због тога што је радиоактиван. Радијум нема никакав биолошки значај. Присутан је у људским костима у количини од 2x10−9 ppm. У чистом облику он је сребрнаст, блистав метал. Има јаке радиоактивне особине. Његове хемијске особине су сличне магнезијуму. Врло споро реагује са кисеоником градећи оксид RaO и доста брзо са водом градећи хидроксид Ra(OH)2. Чисти елементарни радијум се врло лахко веже са азотом (чешће него с кисеоником) када се изложи ваздуху, градећи црни површински слој радијум-нитрида.
Радијум се у природи јавља међу рудама уранијума, у облику оксида RaO и хидроксида Ra(OH)2, те (у много мањој мјери) рудама торијума у траговима, приближно седмину грама по тони уранинита. Данас радијум нема никакве комерцијалне употребе осим оне у нуклеарној медицини. Раније, користио се као радиоактивни извор у радиолуминисцентним уређајима, а због својих наводних лековитих особина користили су га надрилекари за лечење својих пацијената. Данас такве употребе радијума су забрањене и не спроводе се, јер је свест о отровности радијума много већа, а за радиолуминисцентне уређаје користе се мање опасни изотопи.

## Историја
Радијум су открили Марија Кири и њен муж Пјер Кири 21. децембра 1898. у узорку минерала уранинита. Док су раније проучавали овај минерал, Киријеви су из њега прво издвојили уранијум, те открили да је преостали материјал и даље веома радиоактиван. Затим су из уранинита у јулу 1898. издвојили елемент доста сличан бизмуту, а касније се испоставило да се радило о полонијуму. Међутим, и након издвајања ових елемената, радиоактивна мешавина се састојала из две компоненте: једињења баријума, који су давали живописну зелену боју пламену, те непознатих радиоактивних једињења која су давала кармин спектралне линије које никад раније нису документоване. Брачни пар Кири је запазио да су радиоактивна једињења доста слична једињењима баријума, уз разлику да су била још слабије растворљива од њих. Та особине је била корисне за Киријеве при раздвајању радиоактивних једињења, и да тако открију нови елемент. Своје откриће објавили су у Француској академији наука 26. децембра 1898.
Име за радијум потиче из 1899. а изведено је из француске речи radium, настале из модерног латинског radius (зрак, сноп). Повод овом називу била је особина радијума да емитује енергију у облику „снопова” (да „зрачи”).
Радијум у облику чистог метала изоловали су 1910. Марија Кири и Андре-Луи Деберн помоћу електролизе раствора чистог радијум-хлорида (RaCl2) користећи живину катоду, те добивши тако радијум-жива амалгам. Када се тај амалгам загрејава у атмосфери гасовитог водоника, из њега се отпушта жива а преостаје чисти метални радијум. Исте године, Е. Иоле је изоловао радијум помоћу топлотно распадања његовог азида, . Метални радијум је први пут произведен у индустријском обиму почетком 20. века у фирми Бирако, подружници компаније UMHK, у њеном постројењу у белгијском граду Олену. Историјска мерна јединица за радиоактивност, кири, била је заснована на радиоактивности изотопа радијума 226.

## Особине
Радијум је најтежи познати земноалкални метал и до данас је једини радиоактивни члан ове групе хемијских елемената. Његове физичке и хемијске особине у многим аспектима наликују његовом лакшем конгенеру баријуму.

### Физичке
Чисти радијум је волатилан (испарљив) сребрено-бели метал, иако његови лакши конгенери калцијум, стронцијум и баријум имају незнатно жуте нијансе. Његова боја врло брзо нестаје ако се изложи деловањем ваздуха, јер настаје црни слој радијум нитрида. Сматра се да његова тачка топљења износi 700 °C или 960 °C, а тачка кључања 1737 °C. Обе ове вредности су незнатно ниже од него код баријума, што потврђује периодне трендове дуж елемената II групе. Попут баријума и алкалних метала, радијум се кристализује у просторно-центрираном кубном кристалном систему при стандардном притиску и температури: дужина везе радијум-радијум износи 514,8 pm. Густина радијума износи 5,5 g/cm3, што је више од баријума, што опет потврђује периодне трендове. Однос густине радијума и баријума упоредив је с односом атомских маса између ова два елемента, због сличних кристалних структура тих елемената.

### Хемијске
Радијум, попут баријума, је изузетно реактиван метал и увек се јавља у оксидационом стању +2. Радијум гради безбојне катјоне Ra2+ у воденим растворима, који се понашају изразито базно и не граде лако комплексе. Стога су већина једињења радијума једноставна јонска једињења, мада се очекује да у везама учествују и 6s и 6p електрони (поред валентних 7s електрона) због релативистичких ефеката те би појачало ковалентни карактер једињења радијума попут  и . Из тог разлога, стандардни потенцијал електрода за половину реакције Ra2+ (t) + 2e− → Ra (č) iznosi −2,916 , што је чак незнатно ниже од вредности за баријум (−2,92 V), док се вредности од лакших према тежим елементима у групи постепено повећава (Ca: −2,84 V; Sr: −2,89 V; Ba: −2,92 V). Вредности за баријум и радијум су готово идентичне као и код тежих алкалних метала калијума, рубидијума и цезијума.

### Изотопи
Радијум има 33 позната изотопа чији масени бројеви се крећу од 202 до 234. Сви његови изотопи су радиоактивни. Четири његова изотопа природно се јављају у распадном низу (ланцу) примордијалних изотопа торијума-232, уранијума-235 и уранијума-238: 223Ra (полувреме распада 11,4 дана), 224Ra (3,64 дана), 226Ra (1.600 година) и 228Ra (5,75 година) (223 од уранијума-235, 226 од уранијума-238, а остала два од торијума-232). Међутим, сви ови изотопи имају времена полураспада исувише кратка да би били примордијални радионуклиди те у природи постоје само из ових распадних низова. Заједно са вештачким изотопом 225Ra (време полураспада: 15 дана), ових пет изотопа су најстабилнији изотопи овог елемента. Сви остали до данас откривени изотопи имају времена полураспада краћа од два сата, а код већине њих краћа су од једне минуте. Познато је најмање 12 нуклеарних изомера. Међу њима, најстабилнији је радијум-205m, чије време полураспада износи између 130 и 230 милисекунди, а што је и даље краће од 24 изотопа у основним стањима. Током историје проучавања појаве радиоактивности, различитим природним изотопима радијума давана су различита имена. Према том обрасцу, изотоп 223Ra је добио име актинијум X, 224 торијум X, 226 радијум (Ra), а 228Ra мезоторијум 1 (MsTh1). Тек након што су научници дошли до закључка да су сви они изотопи радијума, већина назива је изашла из употребе, а појам „радијум” се почео односити на све изотопе, а не само на 226. Неки од производа распада радијума-226 добили су историјска имена, укључујући и име „радијум”, почев од радијума А до радијума Г.
Изотоп 226Ra је најстабилнији изотоп радијума и последњи је изотоп у (4n + 2) низу распада уранијума-238, са временом полураспада од преко 1.000 година, и представља готово сад природни радијум. Директни производ распада овог изотопа је густи радиоактивни племенити гас радон, који заправо представља највећу опасност од радијума у околини. Он је приближно 2,7 милиона пута више радиоактиван од исте моларне количине природног уранијума (односно природног уранијума-238), због свог пропорционално краћег животног века.
Узорак металног радијума одржава своју температуру на вишем нивоу од околине, због радијумације, емитирајући алфа- и бета-честице те гама-зраке. Прецизније, природни радијум (од чега је највише изотопа 226) емитује претежно алфа-честице, али у другим фазама током његовог ланца распадања (било уранијумов или радијумов низ) емитује алфа- или бета-честице, а готово све емисије честица праћене су гама-зрацима.
Узорак метала радијума одржава се на вишој температури од своје околине због зрачења које емитује - алфа честице, бета честице и гама зраци. Прецизније, природни радијум (који је углавном 226) емитује углавном алфа честице, али други кораци у његовом ланцу распадања (серија уранијума или радијума) емитују алфа или бета честице, и готово све емисије честица праћене су гама зрацима.
Године 2013, откривено је да је језгро радијума-224 крушколиког облика. Ово је било прво откриће асиметричног језгра.